# Pixies
Pixies (МФА: [ˈpıksız], по-русски читается — Пиксиc, с англ. — «эльфы, феи») — американская альтернативная рок-группа, образованная в Бостоне, штат Массачусетс, в 1986 году. До 2013 года в состав группы входили Блэк Фрэнсис (вокал, ритм-гитара), Джоуи Сантьяго (соло-гитара), Ким Дил (вокал, бас) и Дэвид Ловеринг (ударные). Группа распалась в 1993 году из-за сильных внутренних разногласий, но воссоединилась в 2004 году. После ухода Дил в 2013 году Pixies наняли Ким Шаттак в качестве гастролирующего басиста. В том же году её заменила Паз Леншантин, которая была постоянным участником коллектива в 2016—2024 годах.
Опираясь на такие жанры, как панк-рок и серф-рок, Pixies прежде всего известны как пионеры альтернативного рока 1990-х годов. Их музыка известна необычной структурой песен и динамическими переходами «громко-тихо-громко». Блэк Фрэнсис — основной автор песен Pixies. Его сюрреалистические тексты часто затрагивают необычные темы, такие как инопланетяне, инцест и библейское насилие. Группа достигла средней популярности в США; основной успех приходился в Европе. Их нетипичное звучание оказало влияние на такие группы, как Nirvana, Radiohead, The Smashing Pumpkins и Weezer. Популярность Pixies выросла за годы после распада, что привело к их воссоединению в 2004 году, аншлаговым мировым турам и четырём вышедшим альбомам: Indie Cindy, Head Carrier, Beneath the Eyrie и Doggerel.

## История группы

### Создание (1986)
Pixies были основаны в 1986 году в Бостоне (штат Массачусетс) Чарльзом Томпсоном (Charles Thompson) и его соседом по комнате Джоуи Саньтьяго (Joey Santiago). Томпсон начал играть музыку ещё подростком, живя на родине, в Калифорнии. Во время обучения на отделении антропологии в Университете Массачусетса в Амхерсте, он по обмену уехал в Пуэрто-Рико изучать испанский язык, но через 6 месяцев решил вернуться в США, чтобы основать свою рок-группу.
Умудрившись убедить своего соседа Сантьяго войти в группу, Томпсон переехал с ним в Бостон. Они дали объявление в музыкальной газете о поиске басиста, который бы одновременно любил Hüsker Dü и Peter, Paul & Mary (вообще говоря, разнородная направленность этих групп — и по духу и по музыке — делала это объявление просто странным). Тем не менее третьим членом группы стала Ким Дил (Kim Deal) в первых двух альбомах именовавшаяся как Mrs. John Murphey. Ким раньше играла на остановках дальнобойщиков вместе со своей сестрой-близняшкой Келли в фолк-рок группе The Breeders (в честь которой впоследствии была названа известная многим The Breeders, созданная Ким совместно с Таней Доннели из Throwing Muses). По совету Ким группа взяла барабанщика Дэвида Ловеринга.
Вдохновленный Игги Попом, Томпсон взял сценический псевдоним Блэк Фрэнсис, а сформированная группа была названа The Pixies после того как Сантьяго случайно ткнул пальцем в словарь. Доподлинно неизвестно, понравилось ли им значение слова («маленький озорной Эльф» в дословном переводе), или же они имели в виду неявный смысл («небрежно причесанная гёрла» на сленге).

### Первый контракт иCome On Pilgrim(1987)
К осени у Pixies было уже достаточно хорошо проработанных и интересных песен, чтобы выступать в качестве разогревающей группы для бостонского коллектива Throwing Muses. Гари Смит (артист-менеджер и продюсер бостонской Fort Apache студии), услышав Pixies на концерте, предложил им сделать демозапись. В марте 1987 года Pixies записали за три дня 18 песен, и получившаяся демо-лента The Purple Tape, была разослана ключевым фигурам бостонского музыкального сообщества и международной альтернативной сцены. Среди прочих, прослушавших запись, оказался Иво Уоттс-Рассел, глава английской звукозаписывающей студии 4AD Records. Впечатлённый кассетой, он предложил группе выпустить восемь песен с демо-ленты на EP Come On Pilgrim, что и было сделано в 1987 году.

### Surfer RosaиDoolittle(1988—1990)
Свой первый полноценный альбом, названный Surfer Rosa, группа записала с продюсером Стивом Альбини, легендарного лидера группы Big Black, который был первооткрывателем тонкого резкого звучания инди-гитар. Альбини помог освоить Pixies тот же резкий саунд, удивительным образом наложившийся на их забойные мотивы. Выпущенный весной 1988 года, Surfer Rosa получил восторженные отзывы в британских музыкальных журналах и попал в поп-чарты Англии; в Америке альбом стал студенческим хитом.
К концу года Pixies уже постоянно были на слуху, и их пригласили на студию Elektra Records. С помощью продюсера Джила Нортона уже к весне 1989 года новый альбом Doolittle увидел свет. Эта запись оказалась более чистой по звучанию и получила положительные отзывы критиков, что способствовало взрывному росту популярности группы в Америке. Песни «Monkey Gone to Heaven» и «Here Comes Your Man» вошли в десятку хит-парада Modern Rock Tracks журнала Billboard, помогая альбому достичь 98-го места по продажам в США и 8-го места в Британии. Вообще, на протяжении всего существования группы, она была более популярна в Британии и в Европе, нежели в Америке, что показал также и гастрольный тур «Sex and Death», состоявшийся в поддержку альбома Doolittle. Pixies узнавались по характерной малоподвижной манере поведения Блэка Фрэнсиса на сцене, которое оттенялось очаровательно-грубоватым чувством юмора Ким Дил. Сам тур запомнился зрителям скверными выходками, вроде упорядочения концертного репертуара по алфавиту. К окончанию вторых гастролей по Америке в поддержку Doolittle, коллектив подустал друг от друга и решил взять каникулы в начале 1990 года.
Во время отдыха Блэк Фрэнсис провернул сольную программу, а Ким Дил совместно с Таней Донелли из Throwing Muses и басисткой Джозефиной Уиггс из The Perfect Disaster сформировала новую группу, назвав её The Breeders. The Breeders записали спродюсированный Альбини альбом Pod, который вышел в самом начале лета 1990 года, как раз к тому времени, когда Pixies вновь собрались, чтобы записать свой третий альбом.

### Bossanova,Trompe le Mondeи распад (1990—2002)
Новый альбом группы Pixies, названный Bossanova и завершенный к осени 1990 года, получился более легким, нежели предшественники, и опирался, главным образом, на увлечение Блэка Френсиса сёрф-роком. В отличие от Surfer Rosa и Doolittle, в новом альбоме не прозвучало ни одной песни Ким Дил. Bossanova был встречен критиками неоднозначно, но тем не менее стал хитом в студенческом сообществе, а песни «Velouria» и «Dig for Fire» вошли в американский перечень лучших песен современного рока. В Европе альбом настолько повысил популярность коллектива, достигнув третьего места по продажам в Англии, что группа стала ключевой командой на Reading Festival. Хотя гастроли в поддержку нового альбома были весьма успешными, напряжение между Ким Дил и Блэком Фрэнсисом продолжало расти, на последнем концерте во время английских гастролей Дил двусмысленно сообщила со сцены, что этот концерт возможно является последним выступлением группы.
Несмотря на то, что Pixies отменили американский тур, по причине «изнеможения» коллектива, они вновь собрались весной 1991 года для того, чтобы записать свой последний, четвёртый по счету альбом. Взяв в помощь Эрик Дрю Фельдмана, бывшего клавишника из Captain Beefheart и Pere Ubu, группа вернулась к мощному громкому року, возможно, вдохновленная соседством с Оззи Осборном на студии. Многие восприняли последний альбом, Trompe le Monde, как благословенный возврат к характеру звучания первых альбомов Surfer Rosa и Doolittle. Но более тщательный анализ выявляет схожесть только в отдельных музыкальных приемах и почти полное отсутствие вокала Ким Дил. Несмотря на явный взрыв творческой активности Ким (в рамках The Breeders), в этом альбоме опять не оказалось ни одной её песни. Pixies отправились в новое международное турне, ставшее на тот момент для них последним, по окончании которого коллектив разошёлся по своим делам: Дил вернулась в группу The Breeders и выпустила мини-альбом Safari, а Блэк Фрэнсис начал работу над новым сольным альбомом.
Во время подготовки своего сольного дебюта, в начале 1993 года, Блэк Френсис дал интервью радио BBC, объявив о роспуске Pixies. Только после этого он отправил факс членам группы с уведомлением об этом решении. Изменив свой сценический псевдоним на Frank Black, он выпустил одноимённый альбом, который был совсем неоднозначно принят критиками и публикой. На протяжении нескольких лет первоначальная аудитория Frank Black’а постепенно сжалась до группы фанатов. Тем временем The Breeders выпустили второй альбом Last Splash осенью 1993 года. Диск стал очень успешным, чему в значительной мере поспособствовал успех предшествовавшего ему сингла «Cannonball». Сантьяго и Ловеринг сформировали The Martinis в 1995 году, но к 1997 году группа появилась только на саундтреке Empire Records.

### Воссоединение (с 2012)
14 июня 2013 года на странице группы в Твиттере было сообщено, что Ким Дил покинула группу. Двумя неделями позже группа выпустила новую песню «Bagboy», которая стала доступна для бесплатного скачивания на официальном сайте Pixies. Джереми Дабс из The Bennies исполнил вокальную партию Дил. 1 июля группа сообщила, что место Ким Дил займёт Ким Шаттак, гитаристка и вокалистка The Muffs (в прошлом также The Pandoras); вместе с Шаттак группа отправилась в тур по Европе. Было объявлено, что Pixies работают над новым материалом, однако не было уточнено, будет ли он выпущен в альбоме. 3 сентября 2013 коллектив выпустил мини-альбом под названием ЕР1. 29 ноября 2013 Шаттак сообщила о своём увольнении из группы. Шаттак была заменена Паз Леншантин, известной по работе с A Perfect Circle и Zwan. 3 января 2014 года коллектив представили новый материал — второй за полгода мини-альбом EP2.
В июле 2016 стало известно, что новый альбом, который получил название Head Carrier, выйдет 30 сентября 2016 года. Также в пресс-релизе было объявлено, что альбом был написан в шестинедельный срок, а записан будет на RAK Studios в Лондоне. Продюсером альбома станет Tom Dalgety (Killing Joke, Royal Blood, Band of Skulls). Как и в пятом альбоме, Indie Cindy, место бас-гитариста заняла Леншантин.
4 марта 2024 года группа объявила о том, что Леншантин больше не является членом коллектива. В электронном письме журналу Rolling Stone бывшая участница Pixies дала понять, что не является инициатором этого решения. В качестве замены Леншантин была названа Эмма Ричардсон, ранее игравшая в Band of Skulls.
24 июля 2024 года группа анонсировала девятый студийный альбом, получивший название The Night the Zombies Came. Выпуск альбома назначен на 25 октября.

## Стиль и звучание
Группа выработала особенный и легко узнаваемый стиль на основе колледж-рока, в котором присутствуют элементы панка, сёрф-рока, спейс-рока, авангардного рока, гранжа и сопредельных жанров. Многочисленные попытки последователей в той или иной мере повторить данные уникальные наработки либо не удавались, либо приводили (как в случае с группами Radiohead, Nirvana или Modest Mouse) к успешным, но непредсказуемым результатам. Благодаря своему влиянию Pixies стали ключевой альтернативной рок-группой конца 80-х, чей статус сопоставим разве что с творческим наследием Sonic Youth и My Bloody Valentine.
Стиль и звучание группы прогрессировали от альбома к альбому, сперва благодаря продюсеру Стиву Альбини (экс-Big Black), с которым был записан диск Surfer Rosa, затем благодаря многочисленным нововведениям самих Pixies, музыкальные влияния которых менялись в диапазоне от Peter, Paul and Mary до Hüsker Dü и от Link Wray до Pere Ubu.
Известнейшие композиции группы — «Monkey Gone to Heaven», «Caribou», «Where Is My Mind?». Популярность последней среди нового поколения слушателей объясняется включением её в финальные кадры фильма «Бойцовский клуб». Также композиция «Gouge Away» появилась в сериале «Остаться в живых». В сериале «Как я встретил вашу маму» звучит отрывок песни «Hey».
Музыка Pixies оказала неоценимое влияние на все поколение альтернативных рок-музыкантов последующих лет. Участники групп Radiohead и Nirvana неоднократно признавались, что старательно подражали Pixies на ранних порах творчества.

## Сольные и сторонние проекты
После распада Pixies в 1993 году Фрэнк Блэк начал коммерчески неудачную, но активную сольную карьеру. Первые три альбома в целом повторяли общий стиль Pixies, однако с 1998 года его стиль претерпел резкие изменения в сторону блюз/альт-кантри/кантри-рока.
Ким Дил ещё в период существования Pixies стала записываться со своим проектом The Breeders, выпустившем три студийных альбома. Один из них (Last Splash) имел большой коммерческий успех в 1994 году — даже больший, чем продукция Pixies. Также Ким Дил записала один альбом с проектом The Amps в 1995 году.
Джоуи Сантьяго играл на гитаре в малоизвестном проекте The Martinis.

## Состав
Текущий состав
- Блэк Фрэнсис — ведущий и бэк-вокалы, ритм-гитара, акустическая гитара (1986—1993, 2004—наши дни)
- Дэвид Ловеринг — ударные, перкуссия (1986—1993, 2004—наши дни), бэк-вокал (1989—1991)
- Джоуи Сантьяго — соло-гитара (1986—1993, 2004—наши дни), бэк-вокал (1989)

Бывшие участники
- Ким Дил — бас-гитара, бэк и ведущий вокалы (1986—1993, 2004—2013)
- Ким Шаттак — бас-гитара, бэк-вокал (2013)
- Паз Леншантин — бас-гитара, скрипка, бэк и ведущий вокалы (2013—2024)

#### Текущие гастролирующие участники
- Эмма Ричардсон — бас-гитара, бэк и ведущий вокалы (2024 — настоящее время)

## Дискография
- Surfer Rosa (1988)
- Doolittle (1989)
- Bossanova (1990)
- Trompe le Monde (1991)
- Indie Cindy (2014)
- Head Carrier (2016)
- Beneath the Eyrie (2019)
- Doggerel (2022)
- The Night the Zombies Came (2024)